# Бенетути
Бенетути (итал. Benetutti) је насеље у Италији у округу Сасари, региону Сардинија.
Према процени из 2011. у насељу је живело 1962 становника. Насеље се налази на надморској висини од 393 м.

## Становништво
| 1931. | 1936. | 1951. | 1961. | 1971. | 1981. | 1991. | 2001. | 2011. |
| ----- | ----- | ----- | ----- | ----- | ----- | ----- | ----- | ----- |
| 2.766 | 2.809 | 2.947 | 3.016 | 2.443 | 2.367 | 2.292 | 2.181 | 1.971 |